# Jacob Schmidt
Jacob Schmidt, född i Elbing, död där cirka 1642, var en tysk falsettsångare och hovkapellmästare. Schmidt engagerades cirka 1601 till det brandenburgska hovkapellet i Berlin där han 1613 redovisades som falsettist. 1619 var han vice kapellmästare och ett eller två år senare efterträdde han William Brade som ordinarie hovkapellmästare. Hösten 1624 ska Schmidt ha anlänt till Stockholm för att fylla den vakanta tjänsten efter Bartholomeus Schultz.
1630 deltog han i ambassaden till Moskva för att utbilda sig i slaviska språk. Tre år senare lämnade han hovkapellet. Schmidt avled i födelsestaden 1642.